# Pat Verbeek
Patrick Verbeek (Sarnia, 24 maggio 1964) è un dirigente sportivo ed ex hockeista su ghiaccio canadese.
Ha giocato nella National Hockey League dal 1983 al 2002, giocando per i New Jersey Devils, Hartford Whalers, New York Rangers, Dallas Stars e Detroit Red Wings.

## Carriera

### Club
Verbeek, dopo essere cresciuto nella Ontario Hockey League con i Sudbury Wolves, fu scelto in 43ª posizione assoluta dai New Jersey Devils nell'NHL Entry Draft 1982. Rimase sei stagioni con i Devils, conquistando la prima qualificazione ai playoff nella storia della franchigia al termine della stagione 1987-88, stabilendo inoltre il record di reti segnate con 46 realizzazioni.
Il 15 maggio 1985 durante alcuni lavori nei campi un pollice di Verbeek fu tagliato da un macchinario. Grazie all'aiuto di suo padre e di suo fratello esso fu salvato, e dopo una lunga riabilitazione Verbeek poté ritornare all'attività agonistica senza saltare alcun incontro.
Dopo la stagione 1988-89 i Devils lo scambiarono con gli Hartford Whalers. Nella sua prima stagione in Connecticut fu il miglior marcatore della squadra, mentre l'anno successivo fu scelto come MVP della franchigia. Nel 1991 giocò il primo All-Star Game della propria carriera, conquistando dalla stagione successiva il ruolo di capitano. Dopo un breve periodo trascorso con i New York Rangers, nel 1996 da free agent firmò per i Dallas Stars, squadra con cui vinse la Stanley Cup nel 1999.
Dal 1999 al 2001 giocò invece per i Detroit Red Wings, superando sia il traguardo dei 1000 incontri disputati e delle 500 reti in NHL. Per la stagione 2001-02 Verbeek fece ritorno a Dallas, prima di ritirarsi dall'attività agonistica.
Una volta ritiratosi dal 2006 al 2010 svolse il ruolo di scout per i Detroit Red Wings, mentre a partire dal 2010 fu assunto come direttore del settore scouting dal general manager dei Tampa Bay Lightning Steve Yzerman, suo ex-compagno di squadra a Detroit.

### Nazionale
Pat Verbeek esordì con la nazionale Under-20 nel mondiale di categoria del 1983, conquistando la medaglia d'argento, con 4 punti in 7 incontri. La prima apparizione con nazionale maggiore fu in occasione del mondiale 1989, con due assist e la medaglia d'argento, mentre nell'edizione del 1994 svoltasi in Italia conquistò la medaglia d'oro. Nel 1996 Verbeek vinse la medaglia d'argento alla World Cup of Hockey.

## Palmarès

### Club
- Stanley Cup: 1

Dallas: 1998-1999

### Nazionale
- Campionato mondiale di hockey su ghiaccio: 1

Italia 1994

### Individuale
- NHL All-Star Game: 2

1991, 1996
- OHL Emms Family Award: 1

1981-1982